# Atrichopogon hispaniae
Atrichopogon hispaniae är en tvåvingeart som beskrevs av Havelka 1979. Atrichopogon hispaniae ingår i släktet Atrichopogon och familjen svidknott.
Artens utbredningsområde är Spanien. Inga underarter finns listade i Catalogue of Life.